# Agrias eos
Agrias eos är en fjärilsart som beskrevs av Johannes Karl Max Röber 1925. Agrias eos ingår i släktet Agrias och familjen praktfjärilar. Inga underarter finns listade i Catalogue of Life.